# Campionat d'Espanya de rugbi femení
La Divisió d'Honor Femenina de Rugbi, anomenada actualment Lliga Iberdrola de rugbi XV per motius de patrocini, i anomenada anteriorment com Campionat d'Espanya rugbi femení entre 1988 i 1998, i Copa de SM la Reina entre 1997 i 2010, és una competició esportiva de clubs espanyols de rugbi, creada la temporada 1988-89. De caràcter anual, és organitzada per la Federació Espanyola de Rugbi. Tot i que el sistema de classificació s'ha modificat en diverses ocasions, hi participen vuits equips que disputen una fase regular en format de lligueta a doble partit. Els quatre millors classificats disputen una fase final que determina el guanyador de la competició. L'equip campió té dret a participar en les competicions europees i la Supercopa espanyola de la temporada següent.
Els dominadors de la competició són els equips catalans, destacant el Club Esportiu INEF Barcelona amb onze títols, rècord absolut de la competició, i els equips madrilenys amb vuit equips campions.

## Equips participants
A la temporada 2023-24 hi competeixen vuits equips:
- Ghenova Cocos Rugby
- CRAT Residencia Rialta
- AVR Futbol Club Barcelona
- Eibar Rugby Taldea
- Club de Rugby El Salvador
- Silicus Rugby Majadahonda
- Olímpico de Pozuelo Club Rugby
- Club de Rugby Sant Cugat

## Historial
| En negreta = Equip guanyador (1) = Nombre de títols |

| Edició                           | Temp.                            | Data                             | Campió                           | Resultat                         | Subcampió                        | Seu                                      | refs                             |
| Campionat d'Espanya rugbi femení | Campionat d'Espanya rugbi femení | Campionat d'Espanya rugbi femení | Campionat d'Espanya rugbi femení | Campionat d'Espanya rugbi femení | Campionat d'Espanya rugbi femení | Campionat d'Espanya rugbi femení         | Campionat d'Espanya rugbi femení |
| -------------------------------- | -------------------------------- | -------------------------------- | -------------------------------- | -------------------------------- | -------------------------------- | ---------------------------------------- | -------------------------------- |
| I                                | 1988-89                          | 01-05-1989                       | CE INEF Barcelona (1)            | 10-6                             | CEU Madrid                       | Santa Coloma de Gramenet                 | [ 3 ]                            |
| II                               | 1989-90                          |                                  | CEU Madrid (1)                   | 30-0                             | CE Puig Castellar                |                                          |                                  |
| III                              | 1990-91                          |                                  | Alcobendas RC (1)                | 24-0                             | CE INEF Barcelona                |                                          |                                  |
| IV                               | 1991-92                          |                                  | Alcobendas RC (2)                | 4-0                              | CE INEF Barcelona                |                                          |                                  |
| V                                | 1992-93                          |                                  | CR Majadahonda (1)               | 6-0                              | CR Bonanova                      |                                          |                                  |
| VI                               | 1993-94                          | N/D                              | CR Majadahonda (2)               | 15-0 (lligueta)                  | CR Bonanova                      | N/D                                      |                                  |
| VII                              | 1994-95                          | N/D                              | CE INEF Barcelona (2)            | 10-0 (lligueta)                  | CR Majadahonda                   | N/D                                      |                                  |
| VIII                             | 1995-96                          | N/D                              | Getafe RC (1)                    | 10-0 (lligueta)                  | Mercabarna BUC                   | N/D                                      |                                  |
| Copa de SM la Reina              |                                  |                                  |                                  |                                  |                                  |                                          |                                  |
| IX                               | 1996-97                          | [ Nota 1 ]                       | Getafe RC (2)                    | 15-0                             | RC L'Hospitalet                  |                                          |                                  |
| IX                               | 1996-97                          | [ Nota 1 ]                       | RC L'Hospitalet (1)              | 5-0 (lligueta)                   | CR Majadahonda                   | N/D                                      |                                  |
| X                                | 1997-98                          | [ Nota 1 ]                       | Getafe RC (3)                    | 22-5 (lligueta)                  | CR Bonanova                      | N/D                                      |                                  |
| X                                | 1997-98                          | [ Nota 1 ]                       | RC L'Hospitalet (2)              | 71-12                            | CR Majadahonda                   |                                          |                                  |
| XI                               | 1998-99                          |                                  | CR Liceo Francés (1)             | 24-12                            | CR Majadahonda                   |                                          |                                  |
| XII                              | 1999-00                          |                                  | CR Liceo Francés (2)             | 20-6                             | CR Majadahonda                   |                                          |                                  |
| XIII                             | 2000-01                          |                                  | Getxo Artea (1)                  | 13-10                            | RC L'Hospitalet                  |                                          |                                  |
| XIV                              | 2001-02                          |                                  | RC L'Hospitalet (3)              | 20-24                            | CR Liceo Francés                 |                                          |                                  |
| XV                               | 2002-03                          |                                  | UCM Madrid 2012 (1)              | 18-6                             | BUC                              |                                          |                                  |
| XVI                              | 2003-04                          |                                  | UCM Madrid 2012 (2)              | 14-13                            | Getxo RT                         |                                          |                                  |
| XVII                             | 2004-05                          |                                  | CE INEF Barcelona (3)            | 26-12                            | Olímpico Pozuelo RC              |                                          |                                  |
| XVIII                            | 2005-06                          |                                  | CE INEF Barcelona (4)            | 19-18                            | Olímpico Pozuelo RC              |                                          |                                  |
| XIX                              | 2006-07                          |                                  | CE INEF Barcelona (5)            | 25-19                            | Olímpico Pozuelo RC              |                                          |                                  |
| XX                               | 2007-08                          |                                  | Getxo RT (2)                     | 7-3                              | CE INEF Barcelona                | Saragossa                                |                                  |
| XXI                              | 2008-09                          | 31-05-2009                       | CE INEF Barcelona (6)            | 26-10                            | Getxo RT                         | Estadi Pinares de Venecia, Saragossa     | [ 4 ]                            |
| Lliga Iberdrola de rugbi XV      |                                  |                                  |                                  |                                  |                                  |                                          |                                  |
| XXII                             | 2009-10                          | 30-05-2010                       | CE INEF Barcelona (7)            | 33-5                             | Getxo RT                         | Madrid                                   | [ 5 ]                            |
| XXIII                            | 2010-11                          | N/D                              | CE INEF Barcelona (8)            | lligueta                         | CRAT                             | N/D                                      |                                  |
| XXIV                             | 2011-12                          | N/D                              | CE INEF Barcelona (9)            | lligueta                         | CRAT                             | N/D                                      |                                  |
| XXV                              | 2012-13                          | N/D                              | CE INEF Barcelona (10)           | lligueta                         | Olímpico Pozuelo RC              | N/D                                      |                                  |
| XXVI                             | 2013-14                          | 01-06-2014                       | Olímpico Pozuelo RC (1)          | 21-17                            | CRAT                             | Àrea Esportiva de Puente Castro, Lleó    | [ 6 ]                            |
| XXVII                            | 2014-15                          | 03-05-2015                       | CRAT (1)                         | 39-5                             | Getxo RT                         | Estadi de Las Mestas, Gijón              | [ 7 ]                            |
| XXVIII                           | 2015-16                          | 01-05-2016                       | CE INEF Barcelona (11)           | 34-14                            | CR Majadahonda                   | Tudela                                   | [ 8 ]                            |
| XXIX                             | 2016-17                          | 07-05-2017                       | Olímpico Pozuelo RC (2)          | 22-21                            | CRAT                             | Burgos                                   | [ 9 ]                            |
| XXX                              | 2017-18                          | N/D                              | Olímpico Pozuelo RC (3)          | lligueta                         | CR Majadahonda                   | N/D                                      | [ 10 ]                           |
| XXXI                             | 2018-19                          | 24-03-2019                       | CRAT (2)                         | 31-15                            | INEF-L'Hospitalet                | Camp Las Terrazas, Alcobendas            | [ 11 ]                           |
| XXXII                            | 2019-20                          | N/D                              | Corteva Cocos Rugby (1)          | [ Nota 2 ]                       | CR Majadahonda                   | N/D                                      | [ 12 ]                           |
| XXXIII                           | 2020-21                          | 13-06-2021                       | CR Complutense Cisneros (1)      | 24-7                             | CR Majadahonda                   | Estadi Valle del Arcipreste, Majadahonda | [ 13 ]                           |
| XXXIV                            | 2021-22                          | 10-04-2022                       | Corteva Cocos Rugby (2)          | 36-29                            | CR Majadahonda                   | Estadi El Cuartillo, Càceres             | [ 14 ]                           |
| XXXV                             | 2022-23                          | 29-04-2023                       | CR Majadahonda (3)               | 39-22                            | Corteva Cocos Rugby              | Estadi El Cuartillo, Càceres             | [ 15 ]                           |
| XXXVI                            | 2023-24                          | 19-05-2024                       | CR Majadahonda (4)               | 13-12                            | CRAT Residencia Rialta           | Estadi Valle del Arcipreste, Majadahonda | [ 16 ]                           |
| XXXVII                           | 2024-25                          | 18-05-2025                       | Colina Clinica (1)               | 31-12                            | Silicius Majadahonda             | Campos de Pepe Rojo, Valladolid          |                                  |

1. 1 2  Es disputaren dos campionats d'Espanya la mateixa temporada.[2]
2. ↑  Degut a la finalització del Campionat pel risc públic de contagi del COVID-19, la Federació Espanyola de Rugby va declarar campió el Corteva Cocos.

## Palmarès
| Equip                              | Campió | Subcampió | Anys campió                                                                                       | Anys subcampió                                                                                    |
| ---------------------------------- | ------ | --------- | ------------------------------------------------------------------------------------------------- | ------------------------------------------------------------------------------------------------- |
| Club Esportiu INEF Barcelona       | 11     | 4         | 1988-89, 1994-95, 2004-05, 2005-06, 2006-07, 2008-09, 2009-10, 2010-11, 2011-12, 2012-13, 2015-16 | 1990-91, 1991-92, 2007-08, 2018-19                                                                |
| Club Rugby Majadahonda             | 4      | 10        | 1992-93, 1993-94, 2022-23, 2023-24                                                                | 1994-95, 1996-97, 1997-98, 1998-99, 1999-00, 2015-16, 2017-18, 2019-20, 2020-21, 2021-22, 2022-23 |
| Olímpico Rugby Club                | 3      | 4         | 2013-14, 2016-17, 2017-18                                                                         | 2004-05, 2005-06, 2006-07, 2012-13                                                                |
| Rugby Club L'Hospitalet            | 3      | 2         | 1996-97, 1997-98, 2001-02                                                                         | 1996-97, 2000-01                                                                                  |
| Getafe Rugby Club                  | 3      | 0         | 1995-96, 1996-97, 1997-98                                                                         | —                                                                                                 |
| Getxo Rugby Taldea                 | 2      | 4         | 2000-01, 2007-08                                                                                  | 2003-04, 2008-09, 2009-10, 2014-15                                                                |
| Club de Rugby Arquitectura Técnica | 2      | 4         | 2014-15, 2018-19                                                                                  | 2010-11, 2011-12, 2013-14, 2016-17                                                                |
| Club de Rugby Liceo Francés        | 2      | 1         | 1998-99, 1999-00                                                                                  | 2001-02                                                                                           |
| Club Alcobendas Rugby              | 2      | 0         | 1990-91, 1991-92                                                                                  | —                                                                                                 |
| Universitat Complutense de Madrid  | 2      | 0         | 2002-03, 2003-04                                                                                  | —                                                                                                 |
| Corteva Cocos Rugby                | 2      | 0         | 2019-20, 2021-22                                                                                  | —                                                                                                 |
| Universitat CEU San Pablo          | 1      | 1         | 1989-90                                                                                           | 1988-89                                                                                           |
| Club de Rugby Cisneros             | 1      | 0         | 2020-21                                                                                           | —                                                                                                 |
| Club de Rugby El Salvador          | 1      | 0         | 2024-25                                                                                           | —                                                                                                 |
| Club de Rugbi Bonanova             | 0      | 3         | —                                                                                                 | 1992-93, 1993-94, 1997-98                                                                         |
| Barcelona Universitari Club        | 0      | 2         | —                                                                                                 | 1995-96, 2002-03                                                                                  |
| Club Esportiu Puig Castellar       | 0      | 1         | —                                                                                                 | 1989-90                                                                                           |